# Hrvoje Milić
Hrvoje Milić (Osijek, Condado de Osijek-Baranya, Yugoslavia, actual Croacia, 10 de mayo de 1989) es un futbolista croata. Juega de defensa en el N. K. Zrinski Jurjevac de la Tercera Liga de Croacia.

## Selección nacional
Ha sido internacional con la selección de fútbol de Croacia en seis ocasiones. Su debut se produjo en un partido amistoso contra Portugal, el 10 de junio de 2013.

## Clubes
| Club                   | País    | Año       |
| ---------------------- | ------- | --------- |
| H. N. K. Hajduk Split  | Croacia | 2008-2009 |
| Djurgårdens I. F.      | Suecia  | 2009-2010 |
| N. K. Istra 1961       | Croacia | 2011-2013 |
| F. C. Rostov           | Rusia   | 2013-2015 |
| H. N. K. Hajduk Split  | Croacia | 2015-2016 |
| ACF Fiorentina         | Italia  | 2016-2017 |
| Olympiacos de El Pireo | Grecia  | 2017-2018 |
| S. S. C. Napoli        | Italia  | 2018      |
| F.C. Crotone           | Italia  | 2019      |
| Esteghlal F. C.        | Irán    | 2019-2021 |
| N. K. Zrinski Jurjevac | Croacia | 2022-     |